# Ostatni zbiór poezji
Ostatni zbiór poezji – dwutomowy zbiór wierszy Antoniego Langego, pośmiertnie wydany przez Alfreda Toma w 1931 w Warszawie. Obejmuje on nie wydane wcześniej wiersze autora, dwie opowieści poetyckie oraz cykl Rozmyślania. Z nowej serii, który został opublikowany 1928.
- Akteon,
- Romantyczność,
- Bezsenna noc,
- Bywają czasem słowa,
- Rien que pour vous,
- Rozmyślania. Z nowej serii,
- Starożytnym Gallów obyczajem,
- Wenecja